# Otoci Lukavci 1
Otoci Lukavci 1 je nenaseljeni otočić u hrvatskom dijelu Jadranskog mora.
Njegova površina iznosi 0,027 km². Dužina obalne crte iznosi 0,65 km.